# Шуика (Олт)
Шуика (рум. Șuica) насеље је у Румунији у округу Олт у општини Скорничешти. Oпштина се налази на надморској висини од 253 m.

## Становништво
Према подацима из 2002. године у насељу је живело 291 становника, од којих су сви румунске националности.